# Más romántico que nadie
Más romántico que nadie es el título del octavo álbum de estudio grabado por el cantautor salvadoreño Álvaro Torres. Fue lanzado al mercado por la empresa discográfica Profono Internacional, Inc. a finales de 1987. Es el último álbum para dicha disquera. El álbum fue producido de nueva cuenta por Enrique Elizondo, quién ya trabajó en el álbum anterior del artista Tres (1985) y grabado en los estudios de grabación de George Tobin Studio en North Hollywood, California.

## Lista de canciones
Todas las canciones escritas y compuestas por Álvaro Torres. 
| Más romántico que nadie |                           |               |          |  |
| N.º                     | Título                    | Escritor(es)  | Duración |  |
| 1.                      | «Pienso en ti»            | Álvaro Torres | 3:22     |  |
| 2.                      | «No me dejes de amar»     | Álvaro Torres | 3:35     |  |
| 3.                      | «Más romántico que nadie» | Álvaro Torres | 3:43     |  |
| 4.                      | «Esa mujer»               | Álvaro Torres | 3:43     |  |
| 5.                      | «Soy un hombre muerto»    | Álvaro Torres | 3:15     |  |
| 6.                      | «Amor que mata»           | Álvaro Torres | 3:20     |  |
| 7.                      | «Tal para cual»           | Álvaro Torres | 3:25     |  |
| 8.                      | «Hazme olvidarla»         | Álvaro Torres | 3:41     |  |
| 9.                      | «Adicto»                  | Álvaro Torres | 3:23     |  |
| 10.                     | «Por lo mucho que te amo» | Álvaro Torres | 3:31     |  |

- Datos: Q18924133